# Myopterus
Myopterus es un género de murciélagos que pertenecen a la familia Molossidae. Agrupa a dos especies nativas de África subsahariana.

## Especies
Se reconocen las siguientes especies:
- Myopterus daubentonii Desmarest, 1820
- Myopterus whitleyi (Scharff, 1900)